# NGC 7631
NGC 7631 је спирална галаксија у сазвежђу Пегаз која се налази на NGC листи објеката дубоког неба.
Деклинација објекта је + 8° 13' 3" а ректасцензија 23h 21m 26,7s. Привидна величина (магнитуда) објекта NGC 7631 износи 13,1 а фотографска магнитуда 13,9. Налази се на удаљености од 50,298 милиона парсека од Сунца. NGC 7631 је још познат и под ознакама UGC 12539, MCG 1-59-60, CGCG 406-83, PGC 71181.